# Carruanthus
Carruanthus är ett släkte av isörtsväxter. Carruanthus ingår i familjen isörtsväxter.
Kladogram enligt Catalogue of Life:
| Carruanthus | \| \| Carruanthus peersii \| \| \| \| \| \| Carruanthus ringens \| \| \| \| |
|             | \| \| Carruanthus peersii \| \| \| \| \| \| Carruanthus ringens \| \| \| \| |
|             | Carruanthus peersii                                                         |
|             |                                                                             |
|             | Carruanthus ringens                                                         |
|             |                                                                             |

## Bildgalleri

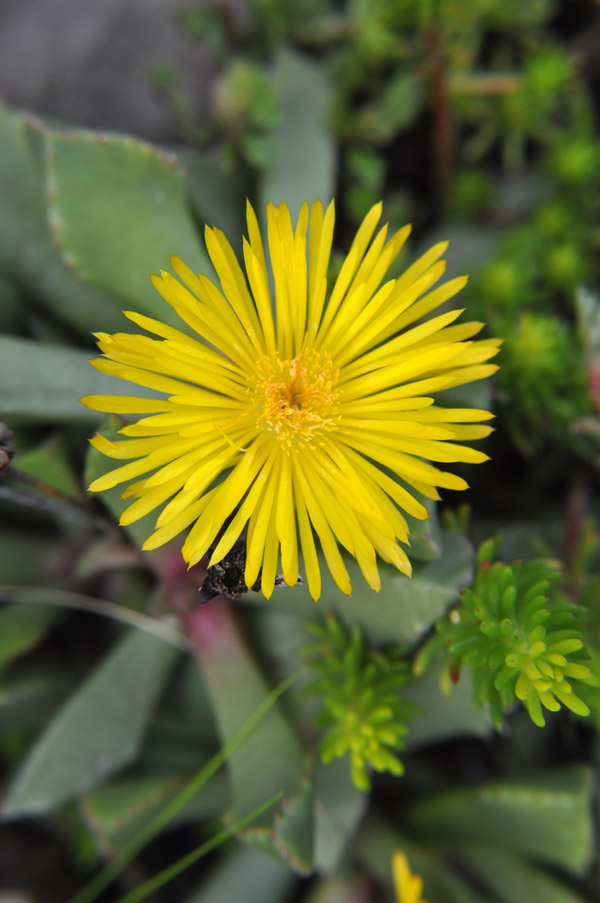
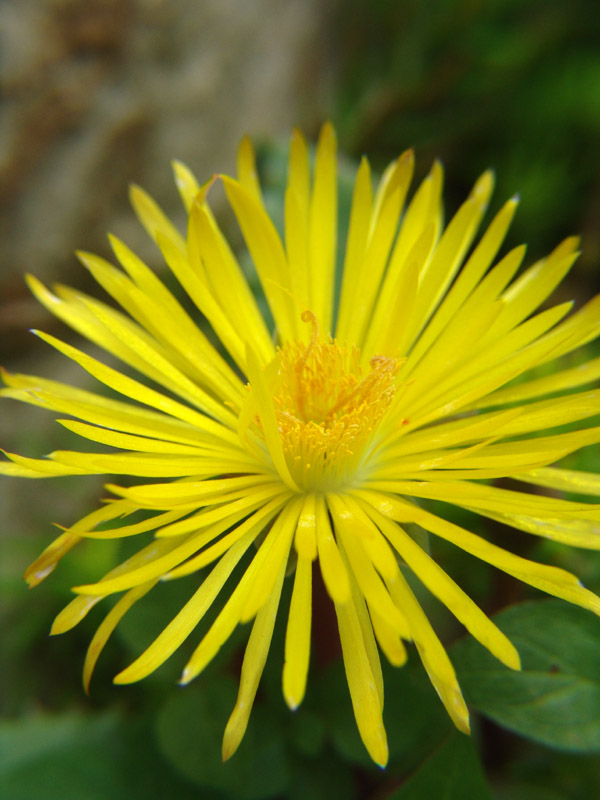
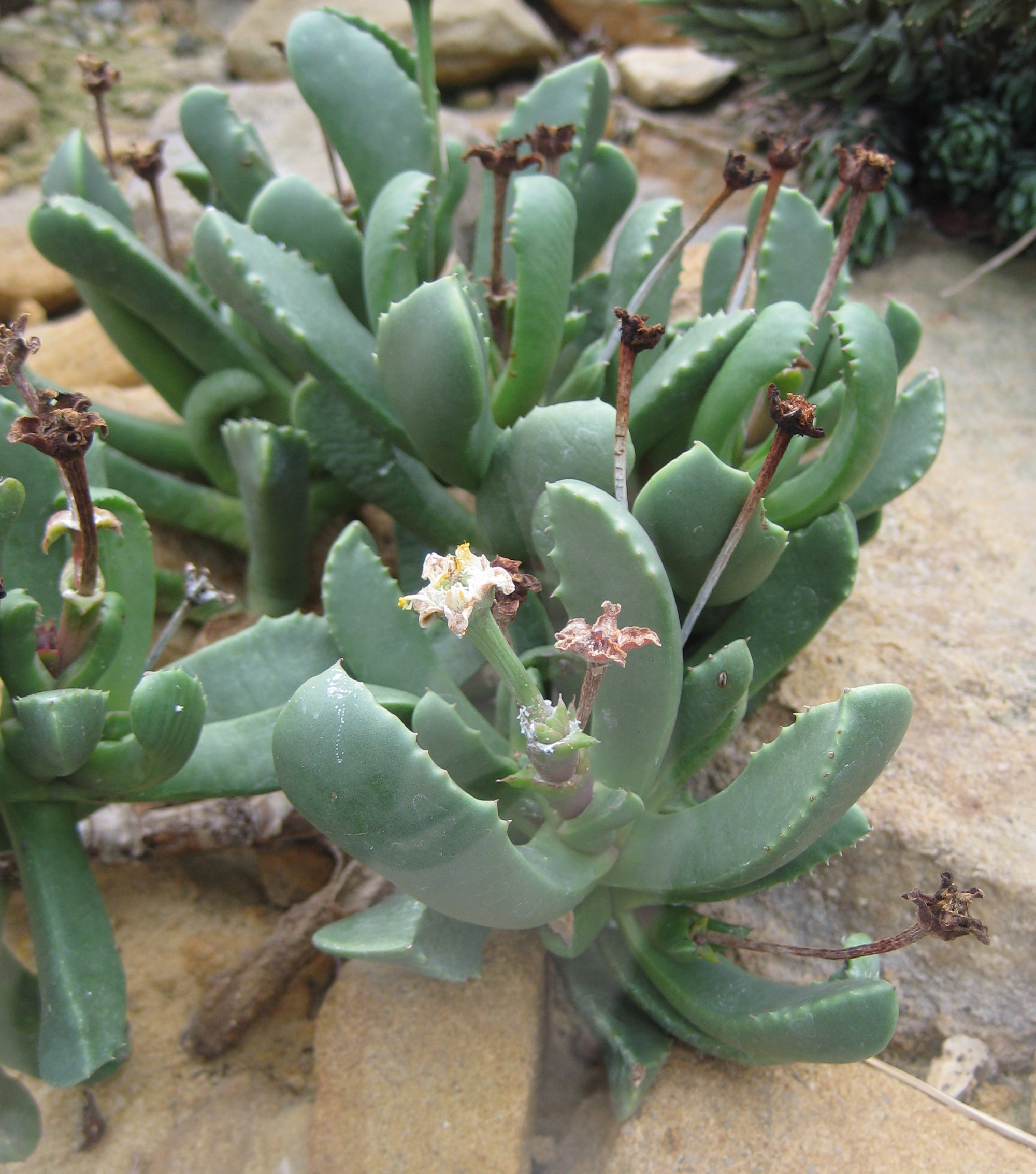